# سری سی
سری سی (دقیق‌تر: سری چی) (ایتالیایی: Serie C) که تا پیش از فصل ۱۹–۲۰۱۸ چند فصلی با عنوان لگا پرو شناخته می‌شد، سومین سطح از فوتبال حرفه‌ای در ایتالیا می‌باشد.

## شیوه برگزاری
پس از اصلاحات لیگ در سال ۲۰۱۴، دو بخش سابق لیگا پرو پریماوا دیویژن و لیگا پرو سکوندا دیویژن در هم ادغام و به یک بخش به نام لیگا پرو دیویژن یونیکا تبدیل شدند و با نام لیگا پرو خطاب می‌شوند. لیگ جدید با حضور ۵۴ تیم در سه گروه جغرافیایی ۱۸ تیمی برگزار می‌شود و چهار تیم از مجموع این سه گروه به سری بی صعود می‌کنند. (سه تیم قهرمان و یک تیم از پلی آف سه تیم نایب قهرمان) و ۹ تیم هم به سری دی سقوط می‌کنند. (تیم‌های آخر در هر گروه به‌طور مستقیم سقوط می‌کنند و تیم‌های چهاردهم تا هفدهم پلی آف برگزار می‌کنند)

## تیم‌های حاضر در فصل ۲۰۱۶–۲۰۱۷
| نام ایتالیایی       | برگردان فارسی                    |
| ------------------- | -------------------------------- |
| Group A             | بخش شمالی                        |
| Alessandria         | باشگاه فوتبال آلساندریا          |
| Bassano Virtus      | باشگاه فوتبال باسانو ویرتوس      |
| Como                | باشگاه فوتبال کومو               |
| Cremonese           | باشگاه فوتبال کره‌مونزه           |
| FeralpiSalò         | باشگاه فوتبال فرالپیسالو         |
| Giana Erminio       | باشگاه فوتبال جانا ارمینیو       |
| Lumezzane           | باشگاه فوتبال لومتزانه           |
| Mantova             | باشگاه فوتبال مانتووا            |
| Padova              | باشگاه فوتبال پادوا              |
| Parma               | باشگاه فوتبال پارما              |
| Pavia               | باشگاه فوتبال پاویا              |
| Piacenza            | باشگاه فوتبال پیاچنزا            |
| Pordenone           | باشگاه فوتبال پوردنونه           |
| Pro Piacenza        | باشگاه فوتبال پرو پیاچنزا        |
| Renate              | باشگاه فوتبال رناته              |
| Sporting Bellinzago | باشگاه فوتبال اسپورتینگ بلینزاگو |
| Südtirol            | باشگاه فوتبال سودتیرول           |
| Venezia             | باشگاه فوتبال ونتزیا             |
| Group B             | بخش مرکزی                        |
| Ancona              | باشگاه فوتبال آنکونا             |
| Arezzo              | باشگاه فوتبال آرتزو              |
| Carrarese           | باشگاه فوتبال کارارزه            |
| Gubbio              | باشگاه فوتبال گوبیو              |
| Livorno             | باشگاه فوتبال لیورنو             |
| Lucchese            | باشگاه فوتبال لوکه زه            |
| Maceratese          | باشگاه فوتبال ماچراتزه           |
| Modena              | باشگاه فوتبال مودنا              |
| Pistoiese           | باشگاه فوتبال پیستویزه           |
| Pontedera           | باشگاه فوتبال پونته‌درا           |
| Prato               | باشگاه فوتبال پراتو              |
| Reggiana            | باشگاه فوتبال رجینا              |
| Rimini              | باشگاه فوتبال ریمینی             |
| Sambenedettese      | باشگاه فوتبال سامبندتزه          |
| Santarcangelo       | باشگاه فوتبال سانتارکانجلو       |
| Siena               | باشگاه فوتبال سیه‌نا              |
| Tuttocuoio          | باشگاه فوتبال توتوکوایو          |
| Viterbese           | باشگاه فوتبال ویتربزه            |
| Group C             | بخش جنوبی                        |
| Akragas             | باشگاه فوتبال آکراگاس            |
| Casertana           | باشگاه فوتبال کازرتانا           |
| Catania             | باشگاه فوتبال کاتانیا            |
| Catanzaro           | باشگاه فوتبال کاتانزارو          |
| Cosenza             | باشگاه فوتبال کوزنتسا            |
| Fidelis Andria      | باشگاه فوتبال فیدلیس آندریا      |
| Foggia              | باشگاه فوتبال فوجیا              |
| Juve Stabia         | باشگاه فوتبال یووه استابیا       |
| Lecce               | باشگاه فوتبال لچه                |
| Martina Franca      | باشگاه فوتبال مارتینا فرانکا     |
| Matera              | باشگاه فوتبال ماته‌را             |
| Messina             | باشگاه فوتبال مسینا              |
| Monopoli            | باشگاه فوتبال مونوپولی           |
| Paganese            | باشگاه فوتبال پاگانزه            |
| Siracusa            | باشگاه فوتبال سیراکوزا           |
| Teramo              | باشگاه فوتبال ترامو              |
| Virtus Francavilla  | باشگاه فوتبال ویرتوس فرانکاویلا  |
| Virtus Lanciano     | باشگاه فوتبال ویرتوس لانچانو     |

## قهرمانان گذشته سری سی
| - ۱۹۳۵–۳۶ - باشگاه فوتبال ونتزیا، باشگاه فوتبال کرمونزه، اسپزیا، Catanzaro - ۱۹۳۶–۳۷ - پادوا، Vigevano, Sanremese, Anconitana, Taranto - ۱۹۳۷–۳۸ - SPAL, Fanfulla Lodi, Casale, سیه‌نا، Salernitana - ۱۹۳۸–۳۹ - برشا، کاتانیا - ۱۹۳۹–۴۰ - رجینا، ویچنزا، Maceratese - ۱۹۴۰–۴۱ - Prato, Fiumana - ۱۹۴۱–۴۲ - کرمونا، پالرمو - ۱۹۴۲–۴۳ - Varese, Pro Gorizia - ۱۹۴۳–۴۵ - تعویق به دلیل جنگ جهانی دوم - ۱۹۴۵–۴۶ - Mestrina, Prato, Perugia, Alba Ala Roma, باشگاه فوتبال بنونتو، لچه، پالرمو - ۱۹۴۶–۴۷ - Magenta, Vita Nova P.S. Pietro, Bolzano, Centese, Nocerina - ۱۹۴۷–۴۸ - رقابت در میان ۱۸ لیگ منطقه‌ای، بدون صعود به سری بی، بدون قهرمان کلی - ۱۹۴۸–۴۹ - Fanfulla Lodi, اودینزه، Prato, Avellino - ۱۹۴۹–۵۰ - Seregno, Treviso, Anconitana, مسینا - ۱۹۵۰–۵۱ - باشگاه فوتبال مونزا، Marzotto Valdagno, Piombino, باشگاه فوتبال یووه استابیا - ۱۹۵۱–۵۲ - کالیاری - ۱۹۵۲–۵۳ - Pavia - ۱۹۵۳–۵۴ - پارما - ۱۹۵۴–۵۵ - باری - ۱۹۵۵–۵۶ - Sambenedettese - ۱۹۵۶–۵۷ - Prato - ۱۹۵۷–۵۸ - رجینا | - ۱۹۵۸–۵۹ - OZO Mantova, Catanzaro - ۱۹۵۹–۶۰ - Pro Patria, Prato, باشگاه فوتبال فوجا - ۱۹۶۰–۶۱ - Modena, Lucchese, Cosenza - ۱۹۶۱–۶۲ - Triestina, کالیاری، باشگاه فوتبال فوجا - ۱۹۶۲–۶۳ - Varese, Prato, Potenza - ۱۹۶۳–۶۴ - رجینا، لیورنو، Trani - ۱۹۶۴–۶۵ - نووارا، باشگاه فوتبال پیزا، رجینا - ۱۹۶۵–۶۶ - Savona, Arezzo, Salernitana - ۱۹۶۶–۶۷ - باشگاه فوتبال مونزا، Perugia, باری - ۱۹۶۷–۶۸ - کومو، چزنا، باشگاه فوتبال ترنانا - ۱۹۶۸–۶۹ - Piacenza, Arezzo, Casertana - ۱۹۶۹–۷۰ - نووارا، Massese, Casertana* ۱۹۷۰–۷۱ - رجینا، جنوا، Sorrento - ۱۹۷۱–۷۲- Lecco, Ascoli, Brindisi - ۱۹۷۲–۷۳ - Parma, SPAL, Avellino - ۱۹۷۳–۷۴- باشگاه فوتبال آلساندریا، Sambenedettese, Pescara - ۱۹۷۴–۷۵- Piacenza, Modena, کاتانیا - ۱۹۷۵–۷۶ - باشگاه فوتبال مونزا، Rimini, لچه - ۱۹۷۶–۷۷ -باشگاه فوتبال کرمونزه، باشگاه فوتبال پیستویزه، باری - ۱۹۷۷–۷۸- اودینزه، SPAL, Nocerina - ۲۰۱۴–۱۵ -نووارا، Teramo محروم، انتقال عنوان به آسکولی، Salernitana - ۲۰۱۵–۱۶ - چیتادلا، SPAL, باشگاه فوتبال بنونتو |  |